# Core fonts for the Web
Core fonts for the Web è un progetto di Microsoft che ha avuto inizio nel 1996 ed è stato dichiarato terminato nell'agosto 2002.

## Scopo
Il suo scopo era di fornire un pacchetto di caratteri tipografici standard per l'uso su internet. Anche se non più scaricabile dal sito Microsoft la licenza del pacchetto ne permette la ridistribuzione a condizione che ne venga mantenuto il formato ed il nome originale e che non venga incluso in prodotti commerciali; per questo motivo il pacchetto è scaricabile su siti web di terze parti.
Per Windows, i caratteri sono forniti all'interno di eseguibili (.exe), ognuno dei quali contiene un file cabinet (.cab), che può essere espanso avendo il software adatto, questo permette l'utilizzo dei font anche da parte di sistemi operativi quali Linux. Per i sistemi Macintosh il file viene fornito come archivio BinHex Stuff-It.
Comunque, anche se i font sono ancora legalmente disponibili su SourceForge e altri siti web e vengono inclusi in Mac OS, Håkon Wium Lie, CTO di Opera Software, ha segnalato la cancellazione del progetto Web Core Fonts come esempio del fatto che Microsoft cerca di evitare l'interoperabilità con sistemi non MS.
L'11 aprile 2005 Ascender Corporation ha raggiunto un accordo con Microsoft, tramite il quale Ascender può distribuire i font Microsoft, inclusi i Windows Core Fonts, i Microsoft Web Fonts e molti altri font multilinguaggio attualmente forniti da Microsoft. Ogni carattere costa dai 20 ai 30 dollari.

## I caratteri

Andale Mono
Arial
Arial Black
Comic Sans MS
Courier New
Georgia
Impact
Times New Roman
Trebuchet MS
Verdana
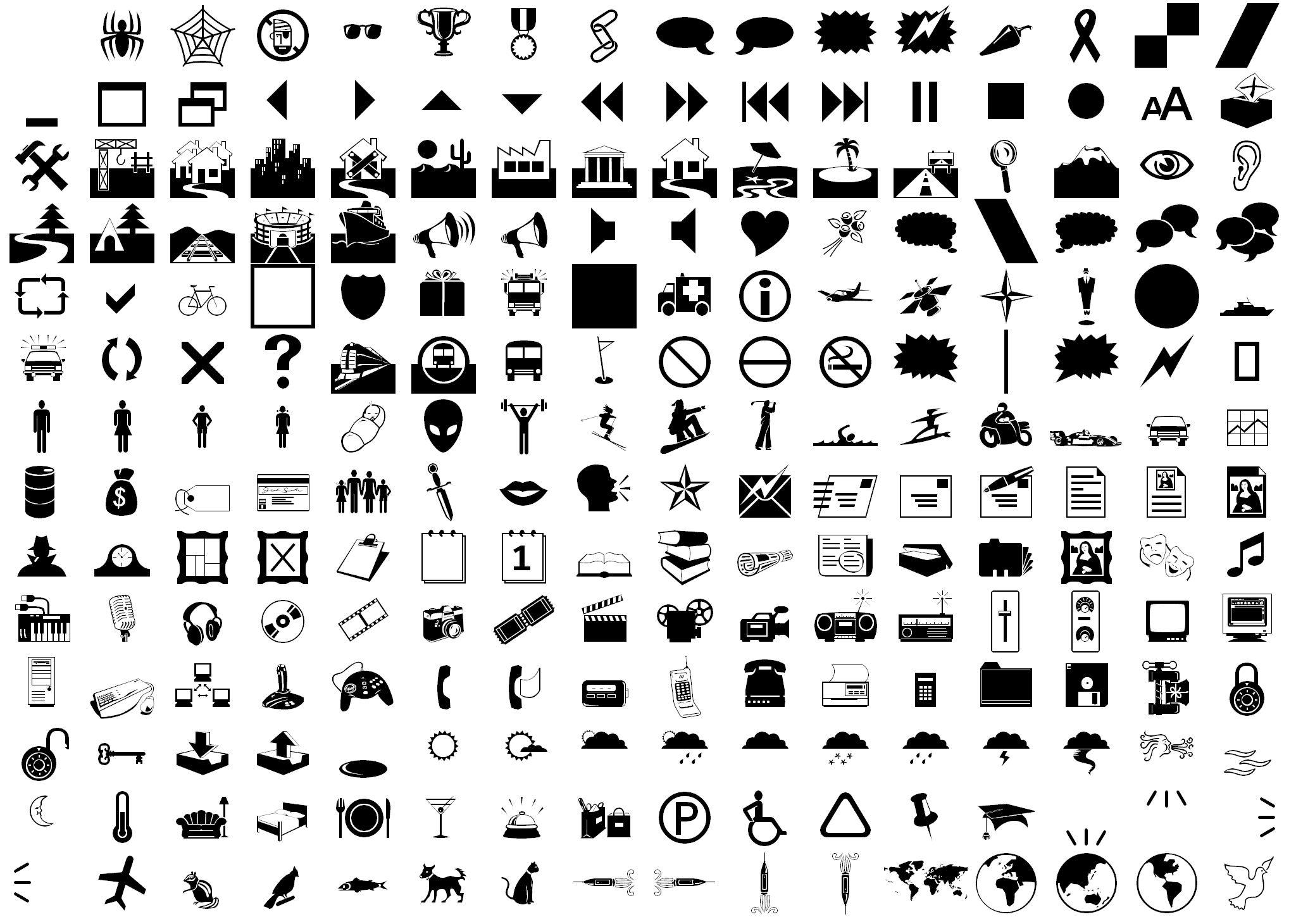
Webdings